# Tony Smith (producteur)
Pour les articles homonymes, voir Tony Smith.
Tony Smith est un producteur américain. Il travaille souvent avec les réalisateurs Stephan Elliott et Alfonso Cuarón. Il a beaucoup collaboré avec les producteurs Marc Abraham, Eric Newman. Il a fondé avec Hilary Shor la société de production Hit & Run Productions.

## Filmographie
- 1985 : Phil Collins: No Jacket Required, concert filmé, producteur délégué
- 1989 : Mike + The Mechanics: A Closer Look, documentaire, producteur délégué
- 1998 : Beautopia, producteur délégué
- 1999 : Le Voyeur, producteur délégué
- 2006 : Les Fils de l'homme
- 2007 : The Possibility of Hope, producteur délégué
- 2008 : Black Oasis